# Materia medica

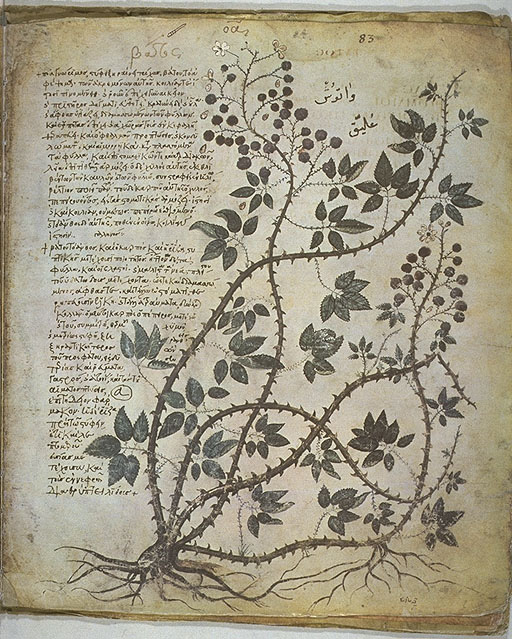
Página del Dioscórides de Viena] del, una versión iluminada del De Materia Medica del siglo I

Materia medica (lit.: 'material/sustancia médica') es un término latino de la historia de la farmacia que designa el conjunto de conocimientos recopilados sobre las propiedades terapéuticas de cualquier sustancia utilizada para la curación (es decir, los medicamentos). El término deriva del título de una obra del médico de la Antigua Grecia Pedanius Dioscórides del siglo I d. C., De materia medica, 'Sobre la materia médica' (Περὶ ὕλης ἰατρικῆς, Peri hylēs iatrikēs, en griego).
El término materia medica se utilizó desde la época del Imperio Romano hasta el siglo XX, pero en la actualidad ha sido generalmente sustituido en contextos de educación médica por el término farmacología. El término sobrevive en el título de la columna "Materia Non Medica" del British Medical Journal.

## Civilizaciones antiguas

### Antiguo Egipto
El primer escrito conocido sobre medicina fue un papiro egipcio de 110 páginas. Fue supuestamente escrito por el dios Thoth hacia el año 16 a. C. El papiro de Ebers es un antiguo libro de recetas datado aproximadamente en el año 1552 a. C. Contiene una mezcla de magia y medicina con invocaciones para desterrar enfermedades y un catálogo de plantas útiles, minerales, amuletos mágicos y hechizos. El médico egipcio más famoso fue Imhotep, que vivió en Memphis alrededor del año 2500 a. C. La materia médica de Imhotep consistía en procedimientos para tratar lesiones de la cabeza y el torso, curar heridas y prevenir y curar infecciones, así como principios avanzados de higiene.

### India antigua
En la India, el Ayurveda es la medicina tradicional que trata sobre todo de tratamientos a base de plantas, higiene y el equilibrio del estado del cuerpo. La materia médica india incluía el conocimiento de las plantas, dónde crecen en cada estación, y los métodos de almacenamiento y conservación de los materiales cosechados. También incluía instrucciones para hacer zumos de verduras, polvos secos de hierbas, infusiones frías y extractos.

### China antigua
El más antiguo manual chino de materia médica, el Shennong Bencao Jing (Clásico de Materia Médica del Emperador Shennong), fue compilado en el siglo I d. C. durante la dinastía Han, atribuido al mítico Shennong. Enumera unos 365 medicamentos, de los cuales 252 son hierbas. La literatura anterior incluía listas de recetas para dolencias específicas, ejemplificadas en las Recetas para cincuenta y dos dolencias halladas en la tumba de Mawangdui, que fue sellada en el año 168 a. C. Las generaciones posteriores ampliaron el Shennong Bencao Jing, como en el Yaoxing Lun (Tratado sobre la naturaleza de las hierbas medicinales), un tratado de medicina herbal de la dinastía Tang del siglo VII.

## Antigua Grecia

### Hipócrates
En Grecia, Hipócrates (nacido en el 460 a. C.) fue un filósofo conocido posteriormente como el "Padre de la Medicina". Fundó una escuela de medicina que se centraba en tratar las causas de las enfermedades en lugar de sus síntomas. La enfermedad estaba dictada por leyes naturales y, por tanto, podía tratarse mediante la observación minuciosa de los síntomas. Sus tratados, Aforismos y Pronósticos, tratan sobre 265 medicamentos, la importancia de la dieta y los tratamientos externos para las enfermedades.

### Teofrasto
Teofrasto (390-280 a. C.) fue discípulo de Aristóteles y filósofo de historia natural, considerado por los historiadores como el "Padre de la Botánica". Escribió un tratado titulado Historia Plantarium hacia el año 300 a. C.. Fue el primer intento de organizar y clasificar las plantas, la flora y la morfología botánica en Grecia. Proporcionaba a los médicos una taxonomía aproximada de las plantas y detalles sobre hierbas medicinales y brebajes de hierbas.

### Galeno
Galeno fue un filósofo, médico, farmacéutico y prolífico escritor médico. Compiló un extenso registro de los conocimientos médicos de su época y añadió sus propias observaciones. Escribió sobre la estructura de los órganos, pero no sobre sus usos; el pulso y su asociación con la respiración; las arterias y el movimiento de la sangre; y los usos de las terias. "En tratados como Sobre el teriaco a Piso, Sobre el teriaco a Pamphilius, y Sobre los antídotos, Galeno identificó el teriaco como un compuesto de sesenta y cuatro ingredientes, capaz de curar cualquier enfermedad conocida". Su obra fue redescubierta en el siglo XV y se convirtió en la autoridad en medicina y curación durante los dos siglos siguientes. Su medicina se basaba en la regulación de los cuatro humores (sangre, flema, bilis negra y bilis amarilla) y sus propiedades (húmedo, seco, caliente y frío).

### De materia medicade Dioscórides
.

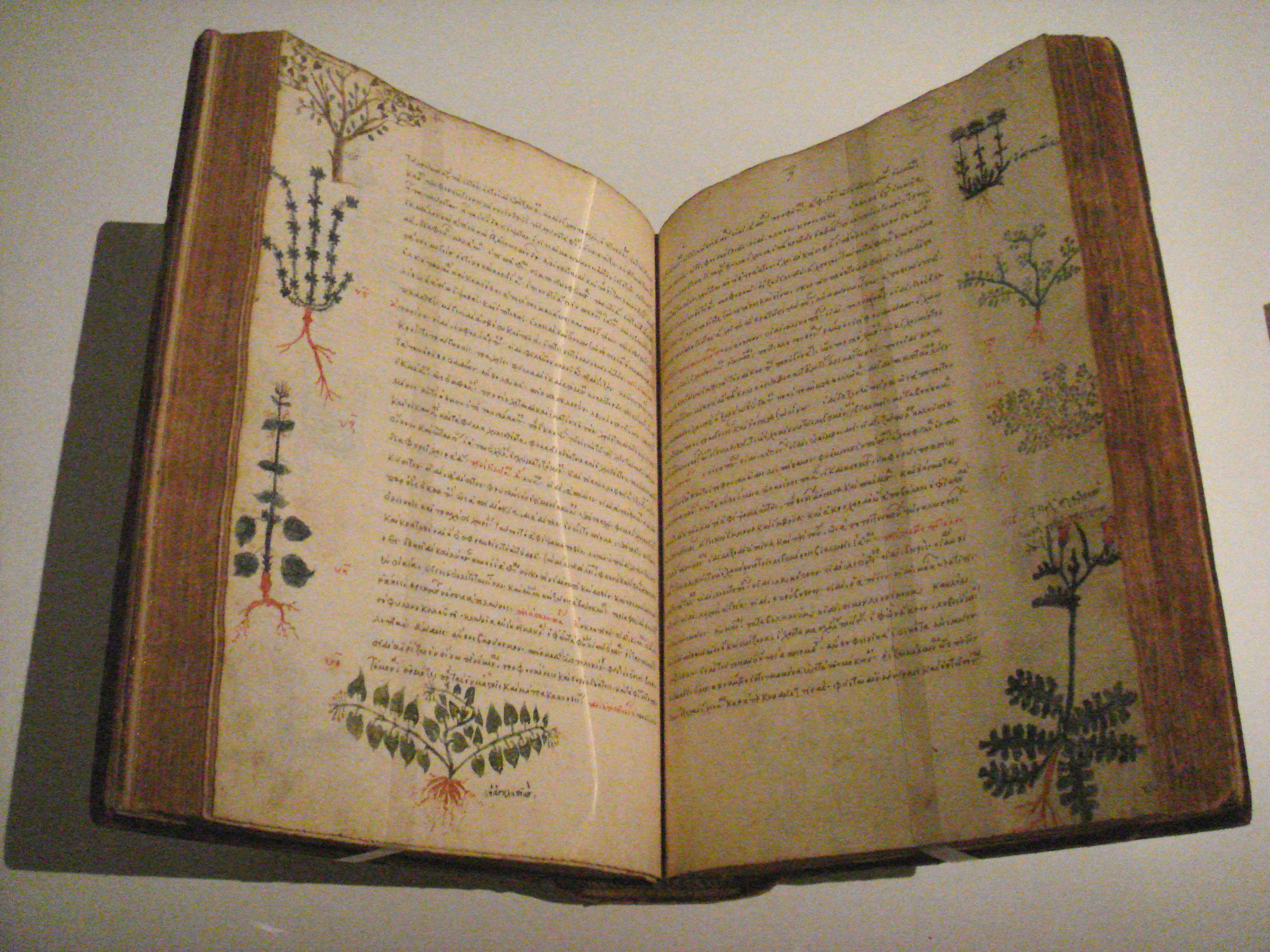
Dioscorides, De materia medica, Byzantium, siglo XV

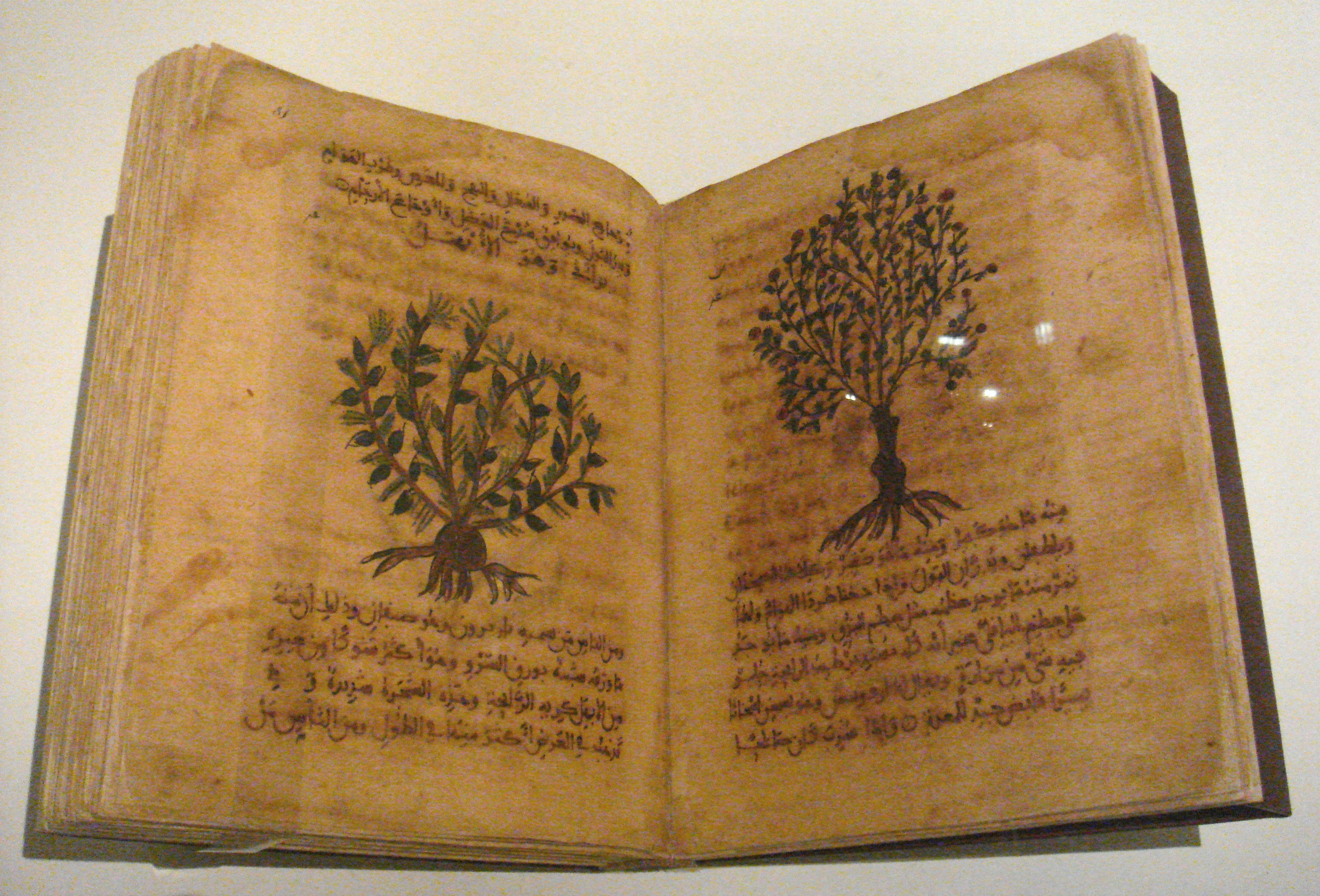
Dioscorides, De materia medica en árabe, España, siglos XII-XIII

El médico griego Pedanius Dioscórides, de Anazarbus en Asia Menor, escribió un tratado en cinco volúmenes sobre cuestiones médicas, titulado Περὶ ὕλης ἰατρικῆς en griego o De materia medica en latín. Este famoso texto describía 600 plantas junto con productos animales y minerales de utilidad terapéutica. En él se documentaban los efectos de los medicamentos elaborados a partir de estas sustancias en los pacientes. De materia medica fue la primera farmacopea extensa, e incluía unos mil fármacos de origen natural (la mayoría de origen vegetal), 4.740 usos medicinales de los fármacos y 360 propiedades médicas (como antiséptico, antiinflamatorio, estimulante). El libro ha sido muy traducido y contenía dibujos que describían algunas de las acciones emblemáticas de médicos y herboristas. Una de estas páginas es Médico preparando un elixir.
Las descripciones de plantas de Dioscórides utilizan una clasificación elemental, aunque no puede decirse que utilizara la taxonomía botánica. 
El libro primero describe los usos de aceites aromáticos, ungüentos y pomadas tópicas, árboles y arbustos, y frutos carnosos, aunque no sean aromáticos. El libro segundo incluía usos medicinales de animales, partes de animales, productos animales, cereales, leguminosas, malváceas, crucíferas y otras hierbas de jardín. El libro tercero detallaba las propiedades de las raíces, los zumos, las hierbas y las semillas utilizadas como alimento o medicina. El libro cuarto continuaba describiendo los usos de las raíces y hierbas, en concreto de las plantas medicinales narcóticas y venenosas. El libro quinto trataba de los usos medicinales del vino y los minerales metálicos. Es un precursor de todas las farmacopeas modernas, y se considera uno de los libros de hierbas más influyentes de la historia. Se mantuvo en uso hasta aproximadamente 1600 d.C.

## Era Medieval

### Islam
Avicena (980-1037 d. C.) fue un filósofo, médico y erudito islámico persa. Escribió unos 40 libros sobre medicina. Sus dos libros más famosos son El canon de medicina y El libro de la curación, utilizados en las universidades medievales como libros de texto de medicina. Hizo mucho por popularizar la conexión entre la medicina griega y la árabe, traduciendo al árabe obras de Hipócrates, Aristóteles y Galeno. Avicena hizo hincapié en la importancia de la dieta, el ejercicio y la higiene. También fue el primero en describir la infección parasitaria, en utilizar la orina con fines diagnósticos y desaconsejó a los médicos la práctica de la cirugía por ser demasiado básica y manual.

### Europa
En la Europa medieval se cultivaban hierbas y plantas medicinales en los jardines de monasterios y conventos, a partir del siglo VIII aproximadamente. Carlomagno ordenó el cultivo sistemático de plantas medicinales en su jardín real. Este jardín real fue un precedente importante para los jardines botánicos y jardines físicos que se establecieron en el siglo XVI. También fue el comienzo del estudio de la botánica como disciplina independiente. Alrededor del siglo XII, la medicina y la farmacia comenzaron a enseñarse en las universidades.
Shabbethai Ben Abraham, más conocido como Shabbethai Donnolo, (913-c.982) fue un judío italiano del siglo X y autor de un temprano texto hebreo, el Antidotarium. Consistía en descripciones detalladas de fármacos, remedios medicinales y métodos prácticos para preparar medicinas a partir de raíces. Era un auténtico glosario de hierbas y fármacos utilizados durante la época medieval. Donnolo viajó mucho y recopiló información de fuentes árabes, griegas y romanas.
En la Alta y Baja Edad Media los cristianos Nestorianos fueron desterrados por sus opiniones heréticas que les llevaron a Asia Menor. El texto griego fue traducido al siríaco cuando los eruditos griegos paganos huyeron hacia el este tras la conquista  de Bizancio por Constantino el Grande.
En 854, Stephanos (hijo de Basilios, un cristiano que vivía en Bagdad bajo el mando del califa Al-Mutawákkil) hizo una traducción al árabe de De Materia Medica a partir del griego. En 948, el emperador bizantino Romanus II, hijo y corregente de Constantino VII Porfirogéneta, envió un manuscrito griego bellamente ilustrado de De materia medica al califa español, Abderramán III.  En 1250, el erudito siríaco Bar Hebraeus preparó una versión siríaca ilustrada, que fue traducida al árabe.

## Principios de la Edad Moderna
Matteo Silvatico, Avicena, Galeno, Dioscórides, Platearius y Serapio inspiraron la aparición de tres obras principales impresas en Mainz: En 1484 el Herbarius, al año siguiente el Gart der Gesundheit, y en 1491 el Hortus Sanitatis. Las obras contienen 16, 242 y 570 referencias a Dioscórides, respectivamente.
La primera aparición de Dioscórides como libro impreso fue una traducción latina impresa en Colle, Italia, por Johanemm Allemanun de Mdemblik en 1478. La versión griega apareció en 1499 por Manutius en Venecia.
Los libros más útiles de botánica, farmacia y medicina utilizados por estudiantes y eruditos fueron los comentarios complementarios sobre Dioscórides, entre ellos las obras de Fuchs, Anguillara, Mattioli, Maranta, Cesalpino, Dodoens, Fabius Columna, los hermanos Gaspard y Johann Bauhin, y De Villanueva/Servet. En varias de estas versiones, las anotaciones y comentarios superan el texto dioscorideano y contienen mucha botánica nueva. Los impresores no se limitaban a imprimir la materia medica auténtica, sino que contrataban a expertos en el campo médico y botánico para realizar críticas y comentarios que elevaran la estatura de los impresores y de la obra.
La mayoría de estos autores se copiaban unos a otros, partiendo de obras anteriores. Era normal añadir comentarios previos y marginalia, para que el texto pareciera más enriquecido o minucioso.
Hubo varias obras con el nombre De Materia Medica anotadas como Anónimo A, B, C y D por el profesor experto en Dioscórides-'De Materia Medica, John M. Riddle. El Anónimo A se refiere a los autores de las traducciones de los manuscritos. Riddle demostró que el Anónimo C era Bruyerinus Champier.
Durante el siglo XVI, los autores más representativos entre ellos fueron Ermolao Barbaro, Jean Ruel, Broyeurinus, Michel de Villeneuva, Pietro Andrea Mattioli, Andres Laguna, Marcello Virgilio, Martin Mathee y Valerius Cordus.
En 1789, William Cullen publicó su obra en dos volúmenes, A Treatise of the Materia Medica, que fue muy valorada por otros médicos de toda Europa.[cita requerida]

### Ermolao Barbaro
La obra del médico y humanista italiano Ermolao Barbaro fue publicada en 1516, 23 años después de su muerte. Poliziano escribió a Ermolao Barbaro, remitiéndole un manuscrito del farmacólogo del siglo I Pedanius Dioscórides, pidiéndole que se lo devolviera "anotado por esa muy docta mano tuya, prestando así al volumen un valor y autoridad adicionales." Barbaro fue profesor de la Universidad de Padua en 1477 y tradujo muchos textos del griego al latín.
Trató de evitar errores reuniendo tantos manuscritos como pudo para comprobar los textos. Afirmó haber corregido 5000 errores entre dos ediciones de Naturalis historia de Plinio el Viejo, una obra que le pareció muy similar a Materia Medica, para la que también utilizó al menos dos ediciones.
El resultado del esfuerzo de Barbaro ocupó nada menos que 58 páginas impresas en tres columnas de unas 50 entradas cada una. La obra proporciona una clave de más de 9.000 artículos; todas las referencias eran a páginas. Esta fue la primera traducción latina anotada de la Materia Medica de Dioscórides, y así Barbaro se convirtió en el primero de los traductores renacentistas de Dioscórides, una práctica que conoció su época dorada en el siglo XVI. La obra de Barbaro fue corregida posteriormente por Giovanni-Battista.

### Jean Ruel
Jean Ruel fue decano de la Facultad de Medicina y médico del rey Francisco I de Francia. Perfeccionó la traducción latina de Materia Medica directamente de la edición princeps. Intentó desarrollar una traducción que uniera filología, botánica y medicina. Esta obra, impresa en 1516 por Henri Estienne/Stephano, se hizo muy popular, teniendo 20 ediciones durante el siglo XVI. Publicó ediciones hasta 1537, impresas por Simon de Colines.
A partir de este momento, el latín fue la lengua preferida para presentar De Materia Medica, y las ediciones de Ruel se convirtieron en la base a partir de la cual muchos otros autores importantes empezarían a crear su propia Materia Medica. Ruel fue también maestro de dos grandes autores de De Materia Medica: Michel de Villeneuve y Andrés Laguna.

### Bruyerinus
Bruyerinus Champier era sobrino de Symphorien Champier y médico de Enrique II de Francia. Era arabista y tradujo obras de Avicena. En 1550 publicó su primera Materia Médica, impresa por Balthazar Arnoullet en Lyon. Esta obra tuvo una segunda edición en 1552 impresa por Arnoullet en Lyon y Vienne. Ambas obras fueron ilustradas con figuras de Fuchs, pero en esta última edición se incluyeron además 30 xilografías del botánico y médico Jacob Dalechamp. Parece que la razón por la que utilizó sus iniciales, H.B.P., y no su nombre completo en la obra, podría ser porque prácticamente transcribió comentarios de Mattioli.{clarify|date=febrero 2015|reason=¿De quién son las iniciales HBP?}}

### Michael Servet
Según el estudioso español González Echeverría en varias comunicaciones en la International Society for the History of Medicine, el Anónimo B de John M. Riddle  (De Materia Medica de 1543) sería Miguel Servet, y el Anónimo D (:'De Materia Medica de 1554, de Mattioli más comentarios no firmados), son los comentaristas, Miguel Servet y Mattioli, siendo este último contratado para la edición del "Homenaje a Michel de Villeneuve" promovida por los impresores de Lyon. 
Miguel Servet, utilizando el nombre de "Michel de Villeneuve", que ya tenía su primera sentencia de muerte de la Universidad de París, publicó anónimamente un Dioscórides-De Materia Medica en 1543, impreso por Jean & Francois Frellon en Lyon. Cuenta con 277 marginalia y 20 comentarios a De Materia Medica de Jean Ruel.  Según González Echeverría, al estar asociada a una Pharmacopeia anónima que "Michel de Villeneuve" publicó el mismo año, significaba que eran una sola unidad, lo cual es típico cuando se trata de De Materia Medica-Pharmacopeia'. Esta obra tuvo seis ediciones posteriores, entre 1546 y 1547 por Jean Frellon, que consideraba a Miguel de Villeneuve "su amigo y hermano", otra en 1547 por Thibaut Payen, y algunas más.
.

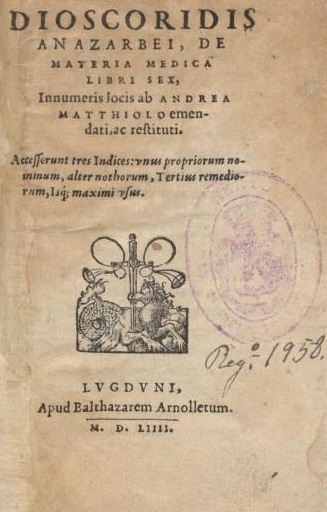
Una de las cuatro portadas (Arnoullet) de la edición homenaje de los impresores de Lyon a Michel de Villeneuve De Materia Médica. Por Michel de Villeneuve & Pietro Andrea Mattioli, impresa por Balthazar Arnoullet en 1554, en Lyon

Existe otra Materia Medica con comentarios en una edición de Ruel de 1537, impresa por Simon de Colines. Esta obra contiene cientos de marginalia manuscritas, todas a lo largo de 420 de sus 480 páginas. El estudioso González Echeverría demostró en la ISHM con un estudio grafológico, histórico y lingüístico que esta tarea fue realizada por Michel de Villeneuve. También demostró que este documento fue escrito por la misma mano que redactó el famoso "Manuscrito de París", obra también de Michel de Villeneuve, consistente en un borrador para su Christianismo Restitutio. "El manuscrito de la Complutense" no es sólo una unión de las ideas de las obras anteriores de Michel de Villeneuve, Syropum Ratio, etc., sino también de las obras posteriores, Enquiridion, De Materia Medica de 1543, compartiendo con esta última , por ejemplo, muchos de sus 20 grandes comentarios.
Según esta teoría, en 1554, tras la inmolación de Miguel de Villeneuve/Servetus, los editores e impresores que habían trabajado con él habrían decidido hacer un nuevo De Materia Medica como homenaje a su colega y amigo. Todos los comentarios que podían identificar a Miguel de Villeneuve como autor desaparecieron, pero el resto están copiados de su obra de 1543. Es una edición muy extraña porque existen cuatro tipos de ejemplares con portadas diferentes, uno por editor: Jean Frellon, Guillaume Rouillé, Antoine Vicent y Balthazar Arnoullet, que también fue el impresor de esta edición única, en Lyon. Para desarrollar una obra mayor y difuminar la marca de Michel de Villeneuve, contrataron al experto en De Materia Medica, Pietro Andrea Mattioli.

### Pietro Andrea Mattioli
Pietro Andrea Mattioli fue un renombrado botánico y médico. Publicó una traducción de De Materia Medica al italiano en 1544 y diez años más tarde publicó una obra en latín con todas las plantas de Dioscórides y 562 ilustraciones xilográficas. Apareció en 1554, impresa por Vicenzo Valgrisi, en Venecia. Mattioli hizo una contribución masiva al texto original del Dioscórides de Pedani. En algunas secciones Mattioli añadió información que superaba 15 veces la extensión del texto original.  Resultó una ampliación muy grande de la obra, en belleza e información. Posteriormente se tradujo al alemán, al francés y al checo.
Mattioli ocupó un puesto en la Corte Imperial como médico de Fernando II, archiduque de Austria, y del emperador Maximiliano II, emperador del Sacro Imperio Romano Germánico. Esta posición le otorgó una inmensa influencia. Con frecuencia probaba los efectos de plantas venenosas en prisioneros para popularizar sus obras. También afirmó que Jean Ruel había declarado cierta información en el capítulo de licopsis de su Materia Médica. Esto es falso, pero aun así Mattioli lo utilizó como motivo para atacar a Ruel. No toleraba ni rivales ni correcciones. Los naturalistas y médicos que se atrevían a discrepar de él, o que le habían corregido, eran atacados. En la lista de personajes importantes que fueron amonestados, reprendidos o perseguidos por la Inquisición figuran Wieland, Anguillara, Gesner, Lusitanus y otros. Esto hizo que las ediciones del De Materia Medica de Matioli fueran omnipresentes en todo el continente, especialmente en el norte de Europa.

### Andrés Laguna
En 1554 el médico Andrés Laguna publicó sus Anotaciones sobre el Dioscórides de Anazarbus, impreso por Guillaume Rouillé en Lyon. Laguna fue el primero en traducir De Materia Medica al castellano. Su traducción se hizo a partir de una de las ediciones latinas de Jean Ruel. También se basó en las clases que Laguna recibió de Ruel como alumno suyo en París. Laguna señaló algunas traducciones erróneas de su maestro y añadió numerosos comentarios, que constituyen más de la mitad de la obra total.
Laguna exploró muchas zonas mediterráneas y obtuvo resultados sobre muchas hierbas nuevas; también añadió estas recetas y comentarios a las recetas y enseñanzas del Dioscórides de Pedanius. También incluyó algunos productos animales y minerales, pero sólo los relacionados con medicamentos simples, es decir, productos animales y minerales que son medicamentos o son partes de un compuesto médico. No se trataba de una obra ilustrada pero en 1555 reeditó esta obra con xilografías.
Fue reimpresa veintidós veces a finales del siglo XVIII; Laguna escribía muy bien, con explicaciones y comentarios prácticos, refiriendo anécdotas, añadiendo comentarios sobre las plantas, proporcionando sus sinónimos en distintos idiomas y explicando sus usos en el siglo XVI. Estas cualidades y el número de xilografías incluidas hicieron que esta obra fuera muy popular y apreciada en medicina mucho más allá del siglo XVI. Tuvo problemas con Mattioli por utilizar algunos de sus comentarios sin mencionarle.
Laguna tuvo problemas asimismo con la Inquisición, al igual que Michel de Villeneuve, ya que ambos eran judíos-conversos, un hecho que podría haberles hecho limitar sus comentarios para evitar riesgos. No obstante, fue el médico de Carlos V, emperador del Sacro Imperio Romano Germánico y del papa Julio III, y eso ayudó a establecer su obra como la última palabra en Materia Médica, y como base de la botánica española.

### Valerius Cordus
El médico Valerius Cordus, hijo del famoso botánico Euricius Cordus, recorrió muchos bosques y montañas descubriendo cientos de hierbas nuevas. Dio conferencias sobre Dioscórides en la Universidad de Wittenberg, a las que asistieron expertos de la universidad. Cordus no tenía intención de publicar su obra. Cinco años después de su muerte, se publicó una Materia Médica con comentarios. Contenía el índice del Botanologicon, la destacada obra de su padre Euricius, que desarrolló una clasificación científica de las plantas. Las páginas siguientes se refieren a la Nomenclatura de Gesner, relacionando los diferentes sinónimos utilizados para referirse a las mismas plantas de la obra de Dioscórides.
Los resúmenes de las conferencias de Valerius Cordus van de la página 449 a la 553 como comentarios. Esta sección consistía en una explicación muy refinada de las enseñanzas de Dioscórides con más detalles sobre la variedad de plantas y de hábitats, junto a correcciones de errores. Cordus se refiere tanto a sus observaciones como a las de su padre. Destacan en esta obra las ilustraciones de hierbas de Eucharius Rösslin, seguidas de las 200 de Fuchs. Esta obra junto con el modelo de descripción botánica es considerada por muchos como la innovación más audaz que hizo cualquier botánico durante el siglo XVI.

### Martin Mathee
El médico francés Martin Mathee publicó en 1553 la traducción francesa de De Materia Medica, impresa por Balthazar Arnoullet, en Lyon. Esto permitió a los estudiantes de medicina tener mucho más acceso a esas enseñanzas.
La versión griega se reimprimió en 1518, 1523 y 1529. Entre 1555 y 1752 hubo al menos 12 ediciones en español; y otras tantas en italiano a partir de 1542. Las ediciones francesas aparecieron a partir de 1553; y las alemanas, a partir de 1546.

## Materia non medica
La antigua frase sobrevive en forma modificada en la columna "Materia Non Medica" del British Medical Journal, título que indica el material no médico que los médicos desean comunicar sobre sus viajes y otras experiencias. Por ejemplo, en junio de 1977, la revista contenía en la sección "Materia Non Medica" informes sobre una exposición en la Whitechapel Art Gallery por un médico de Londres, sobre la fabricación de cerillas a mano en un pueblo de la India por un misionero médico general, y sobre un crucero a Jamaica por una profesora de medicina de la Universidad de las Indias Occidentales . 